# Франсіско Сильвела
Дон Франсіско Сильвела-і-де Ле В'єллеусе  (ісп. Francisco Silvela y de Le Vielleuze; 15 грудня 1843 — 29 травня 1905) — іспанський історик, правник, журналіст і політик, двічі очолював уряд Іспанії.

## Кар'єра
1869 року був обраний до лав кортесів. Після реставрації монархії 1875 року очолював міністерство внутрішніх справ у кабінетах Кановаса дель Кастільйо та Мартінеса Кампоса, а також міністерство юстиції в кабінеті Посади Еррери.
1899 року Сильвелі було доручено формування власного уряду. Того ж року уклав договір з Німеччиною про придбання останньою іспанських колоніальних володінь у Тихому океані.
1902 року сформував другий кабінет . На виборах до кортесів у травні 1903 року здобув більшість голосів виборців, але в самому кабінеті стався розкол: з його складу вийшов міністр фінансів Вільяверде, що призвело до падіння уряду. Після цього Сильвела оголосив про вихід з політики, втім обіцянки не дотримався, хоч особливих успіхів надалі не мав.